# Touro (Vila Nova de Paiva)
Touro is een plaats (freguesia) in de Portugese gemeente Vila Nova de Paiva en telt 1247 inwoners (2001).